# Тед Круз
Тед Круз, повне ім'я Рафаель Едвард Круз (англ. Rafael Edward «Ted» Cruz; нар. 22 грудня 1970, Калгарі, Альберта, Канада) — американський політик, сенатор США від штату Техас з 3 січня 2013 року, член Республіканської партії. Перший політик латиноамериканського походження, обраний сенатором США від Техасу.
Навчався в Принстонському університеті і Гарвардській юридичній школі. Згодом працював адвокатом. Одним з його клієнтів був Джордж Буш-молодший під час перерахунку голосів у Флориді на президентських виборах 2000 року.
З 2003 до 2008 року Круз був генеральним соліситором Техасу. З 2004 до 2009 рік паралельно викладав право в Техаському університеті в Остіні.
Висував свою кандидатуру на посаду президента 2016 року.
Голосував проти схвалення допомоги Україні 24.04.2024.  